# Acianthera herrerae
Acianthera herrerae es una especie de orquídea epifita. 
Se encuentra en Guatemala en los bosques de pino-encino húmedos en elevaciones de alrededor de 2.100 metros como una orquídea de tamaño miniatura que tiene un hábito epifita y creciente terrestre. Florece a finales del otoño.

## Taxonomía
Acianthera herrerae fue descrita por (Luer) Solano & Soto Arenas y publicado en Icones Orchidacearum 5–6: x. 2002[2003].
Etimología
Acianthera: nombre genérico que es una referencia a la posición de las anteras de algunas de sus especies.
herrerae: epíteto
Sinonimia
- Brenesia herrerae (Luer) Luer
- Pleurothallis herrerae Luer[3][4]